# Golay-Zelle

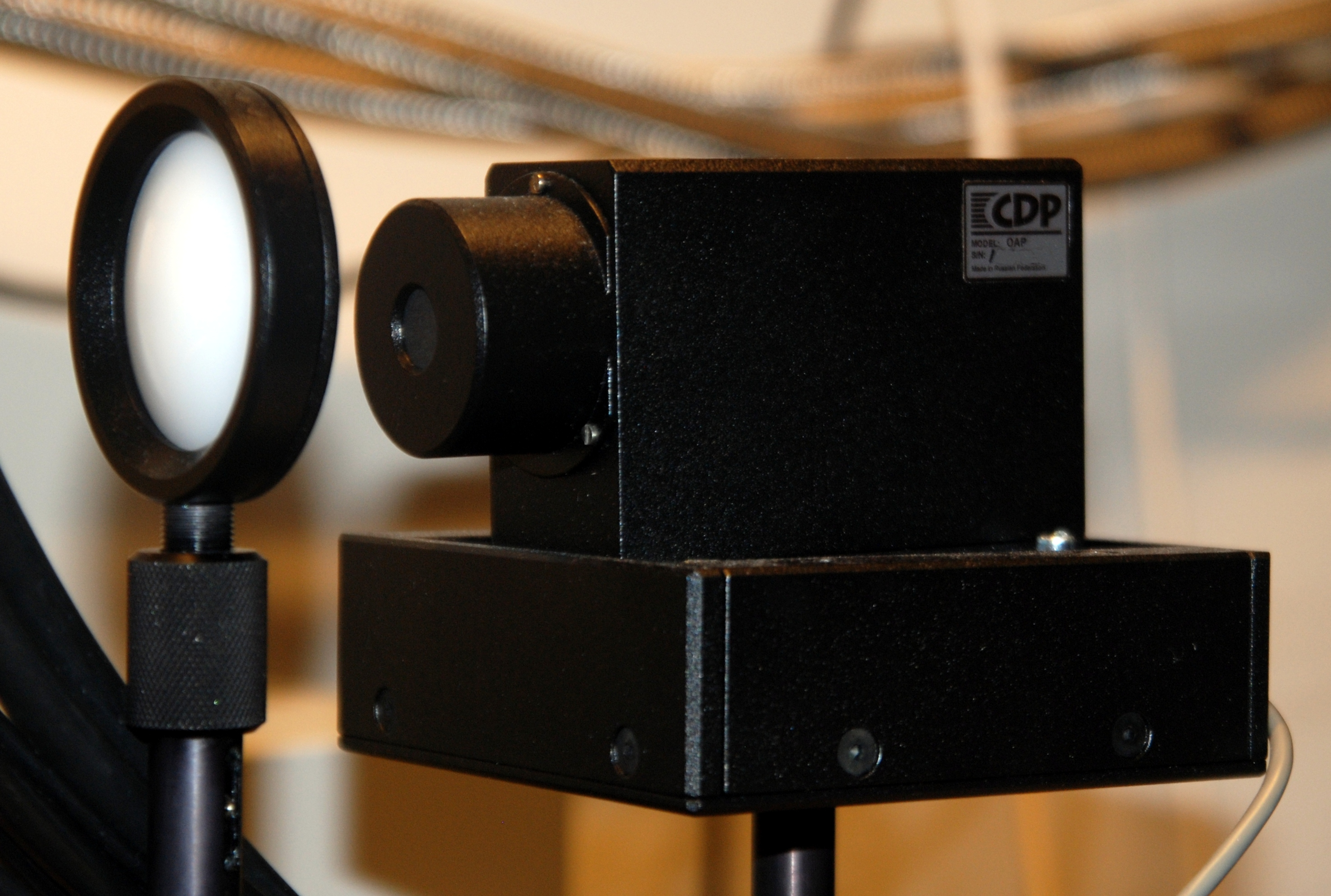
Golay-Zelle als THz-Detektor

Schema einer Golay-Zelle

Eine Golay-Zelle ist ein pneumatischer Strahlungsdetektor (daher auch als Golay-Detektor bezeichnet), der erstmals um 1947 von Marcel J. E. Golay entwickelt wurde. Sie ist bei Raumtemperatur betriebsfähig und deckt typischerweise einen Wellenlängenbereich von 1 Mikrometer bis zu einigen Millimetern ab. Damit ist sie prädestiniert für den Einsatz als Detektor für Terahertzstrahlung.

## Funktionsweise
Die einfallende Strahlung tritt durch ein Fenster (z. B. aus Diamant oder PE-HD) in die Zelle ein und wird dort von einer teildurchlässigen dünnen Folie absorbiert. Die Zelle ist mit einem Gas gefüllt, an das die Folie die absorbierte Energie abgibt, wobei es sich erwärmt. Das Gas dehnt sich dadurch ein wenig aus und der Druck in der Zelle steigt. Auf der Rückseite ist die Zelle mit einer elastischen Membran verschlossen, die sich infolge des Druckanstiegs verformt. Diese Verformung wird bei Golay-Zellen optisch nachgewiesen, z. B. mit dem Licht einer Leuchtdiode, das von der Membran reflektiert wird. Dies wird mit einer speziell abgestimmten Optik erreicht, die den Lichtstrahl zuerst auf die Membran fokussiert und ihn nach der Reflexion auf eine Fotodiode lenkt. Die von der Fotodiode registrierte Intensität hängt funktional von der Dehnung der Membran ab.
Golay-Zellen können (wie auch pyroelektrische Detektoren) Terahertzstrahlung detektieren. Sie haben dabei z. B. gegenüber Bolometern den Vorteil, dass sie bei Zimmertemperatur, also ohne Kühlung betrieben werden können. Der messbare Wellenlängenbereich wird lediglich vom Absorptionsverhalten der Folie in der Messzelle bestimmt. Die Empfindlichkeit einer Golay-Zelle lässt sich z. B. dadurch erhöhen, dass man einen Laser als Lichtquelle im optischen Teil verwendet und die Membranbewegung interferometrisch nachweist.